# 常數Q轉換
在数学和信号处理中，常數Q轉換（英語：Constant-Q transform,CQT）和变Q转换（英語：Variable-Q transform,VQT）将信号变换到频域，與短時距傅立葉轉換一樣為重要時頻分析工具。其与傅里叶转换相关，与复莫莱小波密切相关，并適用於音樂信號的分析，這個轉換產生的頻譜最大的特色是在於頻率軸為對數標度（log scale）而不是線性標度（linear scale），且窗口長度（window length）會隨著頻率而改變。
常数Q转换由一系列以对数尺度分布在频域的滤波器fk,构成，其中第k个滤波器的频带宽度δfk与前一个滤波器的带宽相关：
{\displaystyle \delta f_{k}=2^{1/n}\cdot \delta f_{k-1}=\left(2^{1/n}\right)^{k}\cdot \delta f_{\text{min}},}
其中δfk是第k个滤波器的带宽，fmin是最低频滤波器的中心频率，n是每八度中滤波器数量。

## 基本概念
十二平均律告訴我們，一個音會與其高八度的的音頻率相差兩倍，我們以比率{\displaystyle 2^{\frac {1}{12}}}將一個八度平均分為十二等分（十二個半音），換句話說在一個八度中，十二個音的頻率會呈現等比數列，公比為{\displaystyle 2^{\frac {1}{12}}} (約為1.06)，如今各式各樣的音樂類型均符合十二平均律，所以常數Q轉換可說是十分適用於分析各種不同的音樂類型。
常數Q轉換是根據十二平均律，在頻率軸上每個八度均用12n格來表示，也就是說每個八度中十二個音均會被分到n格。另一方面來說，常數Q轉換其實就是一個1/(12n)th-oct 濾波器組（filter bank），第k個濾波器的頻寬會是前一個濾波器的頻寬乘上一個倍數，也就是說
{\displaystyle \delta f_{k}=2^{\frac {1}{12n}}*\delta f_{k-1}}
換句話說，
{\displaystyle \delta f_{k}=(2^{\frac {1}{12n}})^{k}*\delta f_{min}}
其中{\displaystyle f_{min}}為時頻圖上顯示的最小頻率。

## 計算方式
常數Q轉換的計算方式大致與短時距傅立葉轉換相同，唯一的兩個差異是
1. 所使用的窗口（window）長度會隨著頻率而改變。
2. 頻率軸為對數標度(log scale)。
以下為短時距傅立葉轉換運算式，若要改成常數Q轉換只要將N與k作修正即可。
{\displaystyle X\left[k\right]=\sum _{n=0}^{N-1}W[n]x[n]e^{\frac {-j2\pi kn}{N}}}
前面提過，這個轉換可視為濾波器組，其中第k個濾波器的頻寬為{\displaystyle \delta f_{k}}，
我們定義品質因子Q，{\displaystyle Q={\frac {f_{k}}{\delta f_{k}}}}，
Q的值為常數，不會因為{\displaystyle f_{k}}而改變，順帶一提，此轉換的名稱便是從這裡來的。
{\displaystyle f_{k}}是第k個濾波器的中心頻率，也是時頻圖上第k格所代表的頻率
而窗口長度N表示如下
{\displaystyle N=N[k]=Q{\frac {f_{s}}{f_{k}}}}
其中{\displaystyle f_{s}}為取樣頻率，所以頻率越高，窗口長度越短。
除此之外，我們用{\displaystyle {\frac {2\pi Q}{N[k]}}}來取代{\displaystyle {\frac {2\pi k}{N}}}，目的是要讓頻率軸上每個八度均用12n格來表示。
所以常數Q轉換
{\displaystyle X\left[k\right]={\frac {1}{N[k]}}\sum _{n=0}^{N[k]-1}W[k,n]x[n]e^{\frac {-j2\pi Qn}{N[k]}}}
轉換結果除以N(窗口長度)的原因是要作一個歸一化(normalization)，這是由於不同頻率窗口長度不同的緣故。

## 特性
常數Q轉換可說是為音樂訊號設計的，其中第一個原因是它讓窗口長度隨著頻率改變，進而提高低頻在頻域的解析度。
下表為C和C#在不同八度時的頻率： 
| Midi number | C2      | C#2     | C5       | C#5      |
| Frequency   | 65.4 Hz | 69.2 Hz | 523.3 Hz | 554.4 Hz |

其中C2和C#2為低音，兩者間的頻率差不到4 Hz，然而C5和C#5為高三個八度的音，兩者間頻率差增加30 Hz 左右。
所以在線性標度的轉換下(比方說傅立葉轉換)，低音部分頻域的解析度會很差，這在判斷音高上造成極大的不便。
低頻部分窗口長度加長，這樣可以改善低頻頻域的解析度，避免音高的誤判，但改善解析度的唯一缺點是會犧牲低頻部分時域的解析度。
第二個原因是他在頻域軸上是對數標度，這會比線性標度更符合人耳聽覺系統，且產生出來的時頻圖較容易閱讀。